# Blay
Blay ist eine französische Gemeinde mit 358 Einwohnern (Stand 1. Januar 2022) im Département Calvados in der Region Normandie. Sie gehört zum Arrondissement Bayeux und zum Kanton Trévières. Die Einwohner werden Blaviens genannt.

## Geografie
Blay liegt etwa 17 Kilometer westlich von Bayeux. An der westlichen Gemeindegrenze verläuft das Flüsschen Tortonne. Umgeben wird Blay von den Nachbargemeinden Mandeville-en-Bessin im Norden und Nordwesten, Mosles im Norden, Crouay im Osten, Le Breuil-en-Bessin im Süden und Südwesten sowie Saon im Westen.

## Bevölkerungsentwicklung
| 1962                      | 1968 | 1975 | 1982 | 1990 | 1999 | 2006 | 2015 |
| ------------------------- | ---- | ---- | ---- | ---- | ---- | ---- | ---- |
| 236                       | 184  | 217  | 215  | 239  | 267  | 300  | 386  |
| Quelle: Cassini und INSEE |      |      |      |      |      |      |      |

## Sehenswürdigkeiten
- Kirche Saint-Pierre aus dem 13. Jahrhundert
- Ehemaliges Pfarrhaus
- Herrenhaus Cléronde, 1639 erbaut, Monument historique
- Mühle

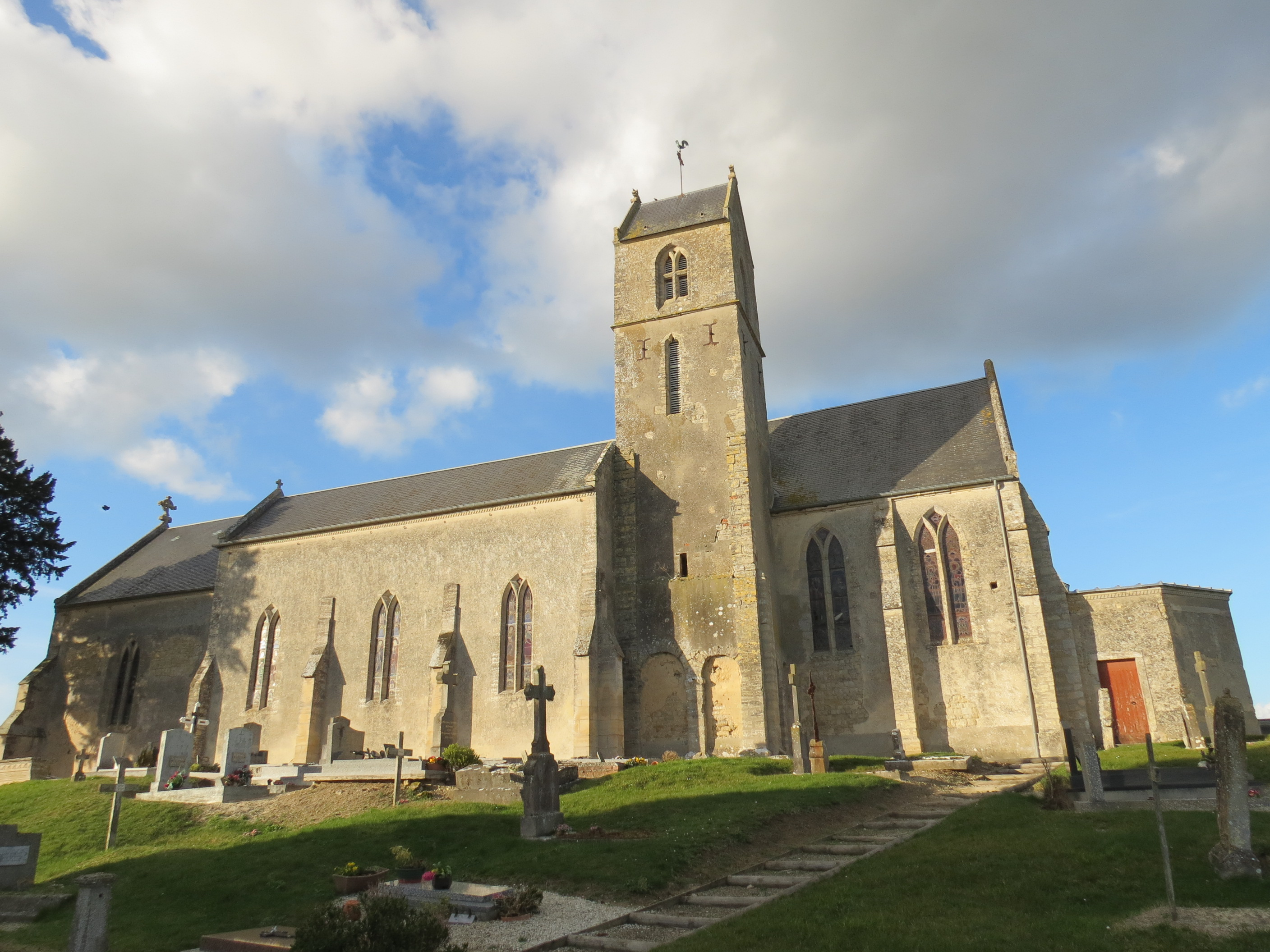
Kirche Saint-Pierre
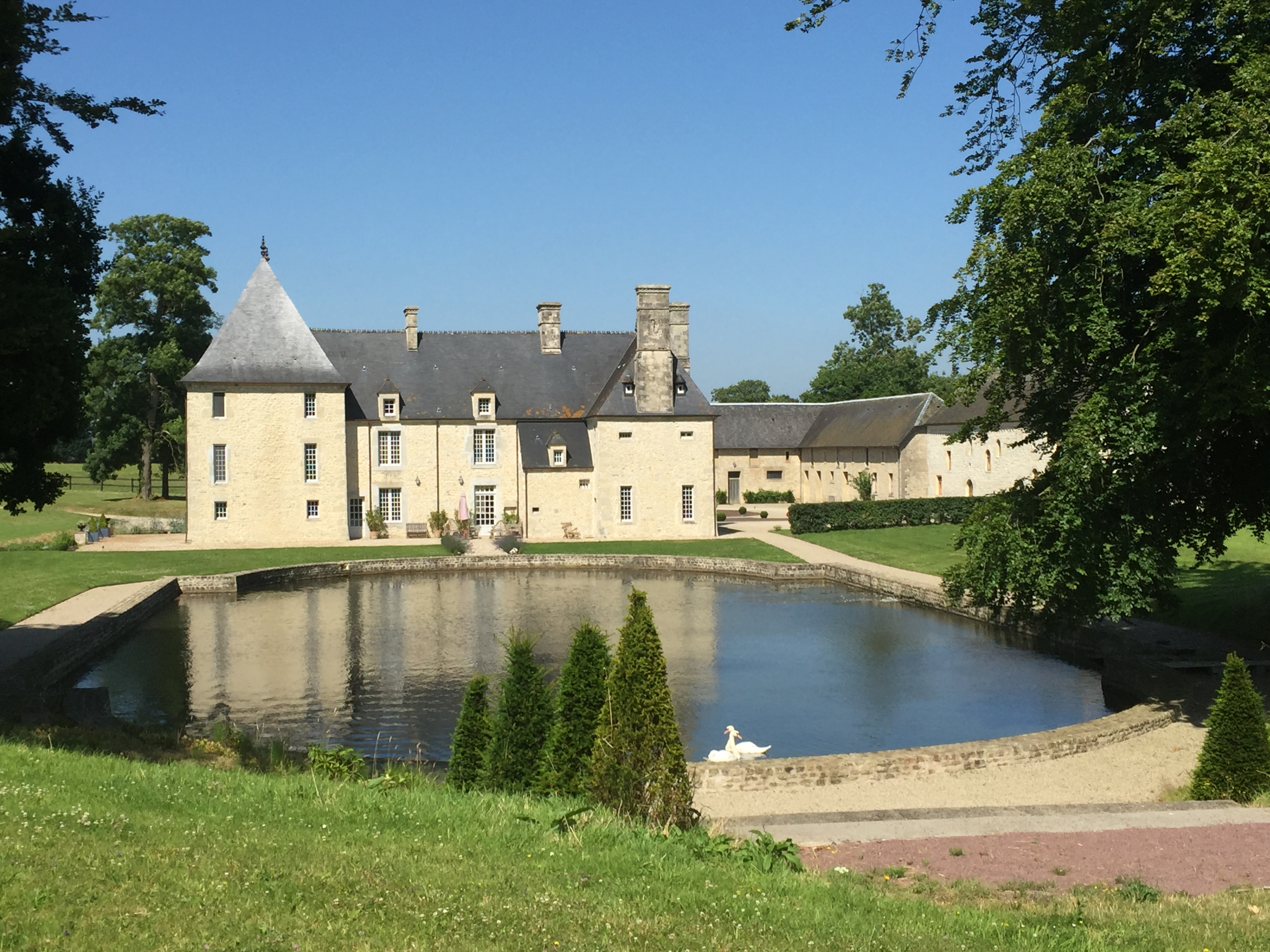
Herrenhaus Cléronde